# Bunt FM
Radio Rebel – jest to film z kanonu Disney Channel Original Movie na podstawie powieści pt. Shrinking Violet. Film został wyreżyserowany przez Petera Howitta, napisanym przez Erika Pattersona i Jessicę Scott.

## Fabuła
Licealistka ostatniego roku Tara Adams jest nieśmiałą nastolatką, która boi się odezwać do kogokolwiek na szkolnym korytarzu. Jednak w domu, z pomocą laptopa i internetu jej życie nabiera tempa – dziewczyna nagrywa audycje w formie podcastów jako „Buntowniczka”. Przypadkowo zostaje nakryta przez jej ojczyma i zaczyna nagrywać audycje dla najgorętszej stacji radiowej w Seattle, która jest przez niego kierowana. Wkrótce miasto zaczyna szaleć na punkcie tajemniczej DJ-ki z „SLAM FM”, a Tara z nieśmiałej uczennicy zamienia się w pewną siebie osobę. Nawet Gavin, chłopak w którym Tara boi się rozmawiać wychwala nową radiową audycję. Jednak gdy „SLAM FM” organizuje bal na zakończenie szkoły dziewczyna zaczyna panikować, ponieważ jest jedną z dwóch kandydatek na królową balu. W końcu dziewczyna odważa się i wychodzi na scenę.

## Obsada
- Debby Ryan jako Tara Adams
- Sarena Parmar jako Audrey
- Adam DiMarco jako Gavin
- Merritt Patterson jako Stacy
- Atticus Mitchell jako Gabe
- Mercedes de la Zerda jako DJ Cami Q

## Wersja polska
Wersja polska: na zlecenie Disney Character Voices International – Studio Start International Polska

Reżyseria: Anna Apostolakis

Dialogi polskie: Franciszka Sady

Dźwięk i montaż: Hanna Makowska

Kierownik produkcji: Anna Kuszewska

W wersji polskiej udział wzięli:
- Marta Dylewska – Audrey
- Józef Pawłowski – Barry
- Joanna Pach-Żbikowska – Cami Q
- Lucyna Malec – Delilah
- Grzegorz Kwiecień – DJ
- Piotr Deszkiewicz – Gabe
- Przemysław Wyszyński – Gavin
- Justyna Bojczuk – Kim
- Przemysław Stippa – Larry
- Marek Robaczewski – Pan Margowsky
- Dominika Kluźniak – Pani Moreno
- Anna Sroka – Pani Brower
- Marcin Przybylski – Rob
- Aleksandra Domańska – Stacy
- Ewa Prus – Tara / Buntowniczka

W pozostałych rolach:
- Zuzanna Fijewska-Malesza
- Agnieszka Mrozińska
- Marta Kurzak
- Beata Łuczak-Mastyna
- Bartosz Martyna
- Mateusz Narloch
- Stefan Pawłowski
- Wojciech Rotowski
- Marta Uszko

Lektor: Marek Ciunel

## Ścieżka dźwiękowa
- 1. „We Got the Beat” (Debby Ryan)
- 2. „Can’t Stop The Rock” (The Barrymores)
- 3. „Afterthought” (The Whereabouts)
- 4. „Turn It All Around” (The Gggg’s)
- 5. „We So Fly” (The Gggg’s)
- 6. „Brand New Day” (Kari Kimmel)
- 7. „Backing Off” (Champion)
- 8. „We Ended Right” (Debby Ryan feat. Chase Ryan and Chad Hively)
- 9. „No Advances” (Two Hours Traffic)
- 10. „Like You Love Her” (Fat Sue)
- 11. „Now I Can Be The Real Me” (The Gggg’s)
- 12. „Touch The Ground” (Central Park feat. Maylee Todd)
- 13. „My RevolutionS” (Above Envy)
- 14. „A Wish Comes True Everyday” (Debby Ryan)